# Stan Kroenke
Enos Stanley Kroenke, dit Stan Kroenke, né le 29 juillet 1947 à Columbia, est un homme d'affaires américain. Il est l'actuel propriétaire du club anglais d'Arsenal et de la franchise National Football League (NFL) des Rams de Los Angeles.

## Biographie
Il est le propriétaire de Kroenke Sports & Entertainment (en), qui comprend des participations dans les franchises sportives des Nuggets de Denver (basket-ball), des Rapids du Colorado (football), de l'Avalanche du Colorado (hockey sur glace), du Mammoth du Colorado (crosse) et des Rams de Los Angeles (football américain) — bien que dans certains cas, ce soit au nom de son fils Josh Kroenke (en) pour des raisons légales. Kroenke est également le principal actionnaire de club d'Arsenal (football).
Les prénoms de Kroenke sont ceux de Enos Slaughter et Stan Musial, célèbres joueurs de baseball.
Sa femme, Ann Walton Kroenke (en), est la fille du cofondateur de Walmart James « Bud » Walton.
En février 2016 il achète le Waggoner Ranch, propriété de plus de 210 000 hectares située au cœur du Texas pour 650 millions d'euros. La superficie et le prix de vente du ranch en font l'une des propriétés les plus spacieuses et les plus chères du monde.
Propriétaire de 67 % du prestigieux club de football anglais Arsenal depuis de nombreuses années, il rachète en août 2018 les 30 % de parts détenues par le Russe Alicher Ousmanov pour 600 millions d'euros.